# Spectrométrie de fluorescence des rayons X en réflexion totale
La spectrométrie de fluorescence des rayons X en réflexion totale (TXRF) est une méthode d’analyse très utile en chimie analytique. 
Le principe général de cette technique est similaire à la spectrométrie de fluorescence des rayons X (XRF), une autre méthode qui implique aussi l’utilisation d’une source de rayons X afin d’exciter les atomes et d’ensuite émettre une radiation caractéristique. Elle possède aussi des similarités avec les méthodes de spectrométrie atomique (AAS, ICP-OES). La TXRF est généralement utilisée pour l’analyse de surface, l’analyse micro et de trace. De façon globale, la TXRF repose sur le fait que lorsqu’un atome est irradié par une source de rayon possédant une certaine longueur d’onde, soit ici les rayons X, il va émettre à son tour des radiations secondaires (rayons X) en fluorescence, ce qui est aussi vrai pour la XRF. Les majeures différences entre ces deux techniques sont l’utilisation de radiation monochromatique, l’emploi de l’optique de réflexion totale et la précision que l’on peut atteindre avec la TXRF en comparaison de la XRF,.

## Histoire
L’analyse atomique prend racine en 1859 avec Bunsen et Kirchhoff, lorsqu’ils furent les premiers à caractériser quelques métaux alcalins et alcalino-terreux par la spectroscopie atomique optique en vaporisant des sels dans une flamme. Par la suite, plusieurs méthodes de spectrométrie atomique ont été développées (AAS, ICP, AES, ICP-MS). Quelques décennies plus tard, en 1895, Wilhelm Conrad Röntgen a découvert un nouveau type de radiation qui a permis l’existence de la TXRF d’aujourd’hui : la radiation aux rayons X. Ensuite, en 1913, dans le laboratoire d’Ernest Rutherford, Henry Moseley a démontré qu’il y avait une relation entre la longueur d’onde des lignes caractéristiques d’un élément et son numéro atomique, soit la loi de Moseley. Ceci a permis d’établir les bases pour l’analyse de spectres en rayons X et depuis, la XRF est devenue une méthode puissante en analytique. C’est une vingtaine d’années plus tard que Compton a découvert la réflexion totale en 1930, ce qui a permis d’améliorer la performance et l’exactitude pour l’utilisation de la TXRF. Cependant, c’est en 1971, au Japon, que la capacité analytique de la TXRF fut reconnue pour la première fois et elle fut rapportée par Y. Yoneda et T. Horiuchi dans le journal The Review of Scientific Instruments,. Par la suite cette méthode prometteuse fut étudiée, par deux scientifiques australiens : Aiginger et Wobrauschek en 1975. Ils furent les premiers à évaluer le potentiel de la TXRF et ils ont permis d’éclairer plusieurs aspects théoriques. Cependant, cette méthode est restée à l’échelle des laboratoires de recherche jusqu’en 1982, où la compagnie Seifert & Co. a produit la toute première TXRF disponible commercialement. Finalement, cette technique fut utilisée dans le milieu de l’art et de l’histoire en 1987 pour l’analyse de pigments dans la peinture. Depuis, plusieurs développements importants sont survenus pour perfectionner cette méthode d’analyse : l’excitation au moyen de tube à rayons X puissant, l’utilisation d’un nouveau système monochromateur pour le faisceau primaire et l’utilisation de synchrotron comme source de radiation au lieu des tubes à rayons X qui permet d’atteindre l’échelle du femtogramme.

## Fonctionnement

### Réflexion totale et angle critique
Lorsqu’un rayon électromagnétique frappe une surface avec un certain angle d’incidence {\displaystyle {\phi }}, il est possible d’observer deux phénomènes : la réflexion avec un même angle {\displaystyle {\phi }} avec une pénétration dans le support et la réflexion totale qui va dépendre des indices de réfraction du milieu ambiant et du milieu réfléchissant avec une faible pénétration dans le support. La réflexion totale peut subvenir lorsqu’un rayon passe d’un milieu avec un indice de réfraction plus élevé que le milieu sur lequel le rayon frappe la surface. C’est-ce qui se produit lorsqu’un rayon X passe du vide (ou de l’air) à n’importe quels autres milieux. Il est possible de déterminer l’indice de réfraction d’un milieu absorbant à l’aide d’une équation complexe :
{\displaystyle n=1-{\delta }-{i}\times {\beta }}
Où {\displaystyle {n}} est l’indice de réfraction, {\displaystyle {\delta }} est la décroissance par dispersion (généralement autour de 10-6), {\displaystyle i^{2}=-1} et {\displaystyle {\beta }} est la mesure d’absorption (généralement plus petite que 10-6). De plus, l’angle critique est donné par l’équation suivante:  
{\displaystyle {\phi }_{c}={\sqrt {2{\delta }}}}
Où {\displaystyle {\phi }_{c}} représente l’angle critique.

### La fluorescence

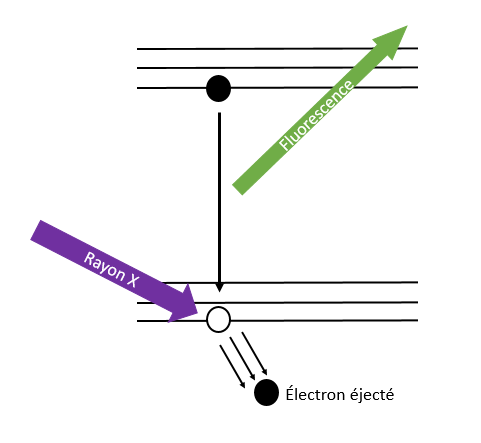
Schéma de la fluorescence par rayons X

Lorsqu’une radiation électromagnétique, comme les rayons X, heurte un atome, les électrons de celui-ci sont éjectés de l’atome, créant une absence d’électron et faisant passer l’atome de l’état fondamental à l’état excité. Ensuite, des électrons descendent de niveaux d’énergie pour combler le manque avec le phénomène de relaxation en émettant un ou plusieurs photons. Cette émission de photons est la fluorescence et les photons émis possèdent une longueur d’onde plus grande que la radiation incidente. Chaque élément possède une longueur d’onde et une énergie de radiation fluorescente caractéristique. De plus, la concentration de chaque élément peut être calculée en utilisant l’intensité relative des radiations de fluorescence. 
Pour l’analyse à l’aide de la TXRF, le signal de fluorescence d’un échantillon est en général en corrélation avec l’intensité primaire du faisceau primaire à la position de ce premier. De plus, pour cette méthode, cette relation linéaire n’est pas modifiée par des effets secondaires contrairement à la XRF grâce à l’angle d’incidence du rayon X. Les rayons réfléchis sont moins intenses que ceux émis, puisqu'une partie des rayons émis sur une surface pénètre dans l’interface. L’intensité normalisée entrant dans le support est donnée par l’équation suivante :
{\displaystyle T_{E}=(1-R){\phi }}
Où {\displaystyle R} est la portion des rayons réfléchis, {\displaystyle T_{E}} est l’intensité normalisée et {\displaystyle {\phi }} est l’angle d’incidence. 
Dans le cas de la TXRF, l’angle d’incidence est plus petit que 0,1°, la portion réfléchie est presque égale à 1 et l’intensité normalisée entrant dans le support est dans l’ordre de 10-4 environ. Donc, très peu d’énergie atteint le support d’échantillon, alors le support n’émet presque rien et ne contribue pas au signal de l’analyte sur le spectre.  Ceci explique pourquoi cette méthode possède une si petite limite de détection, car il n’y a presque pas de bruit de fond dû à l’absence de l’effet de matrice. Ce qui influence la dépendance angulaire au signal de fluorescence est la concentration de l’élément, la densité et l’épaisseur de la couche.

### L’angle d’incidence des rayons X et les ondes stationnaires
La particularité de la TXRF est l’angle d’incidence du faisceau primaire qui est très petit. Comparativement à la spectroscopie de la fluorescence des rayons X classique qui utilise un angle d’incidence d’environ 45°, la technique impliquant la réflexion totale utilise un angle d’incidence plus petit que 0,1°. Comme l’énergie d’un photon du rayon X est d’environ 10 KeV, l’angle critique est donc de 0,1°. Cette particularité permet de régler plusieurs effets indésirables retrouvés dans la méthode classique. En effet, les rayons X sont quasi totalement réfléchis par la surface plane à cet angle et donc très peu de rayons sont absorbés dans le milieu. Les équations de Fresnel basées sur l’électrodynamique classique permettent de calculer la profondeur de pénétration et la réflectivité dépendamment de l’angle d’incidence. Au-delà de l’angle critique, la réflectivité diminue et la profondeur de pénétration augmente rapidement pour des milieux de faible absorption comme le Si et pour les milieux plus absorbants, comme le Pt, l’angle critique n’est plus la limite absolue, mais plus un point d’inflexion. 
La formation d’onde stationnaire au-dessus de l’interface et dans la couche près de la surface est un phénomène caractéristique avec la TXRF. Des formules (celles de Fresnel) permettent de prédire le motif des faisceaux primaires malgré la complexité des franges d’interférence qui arrivent de façon fréquente. Dans le cas où l’angle incident est plus petit que l’angle critique, les ondes stationnaires sont larges et très développées et les rayons X pénètrent très peu le milieu. Dans le cas inverse, comme pour la XRF, les ondes stationnaires sont plus étroites et les rayons X pénètrent beaucoup plus le milieu.

## Méthode d’utilisation et instrumentation

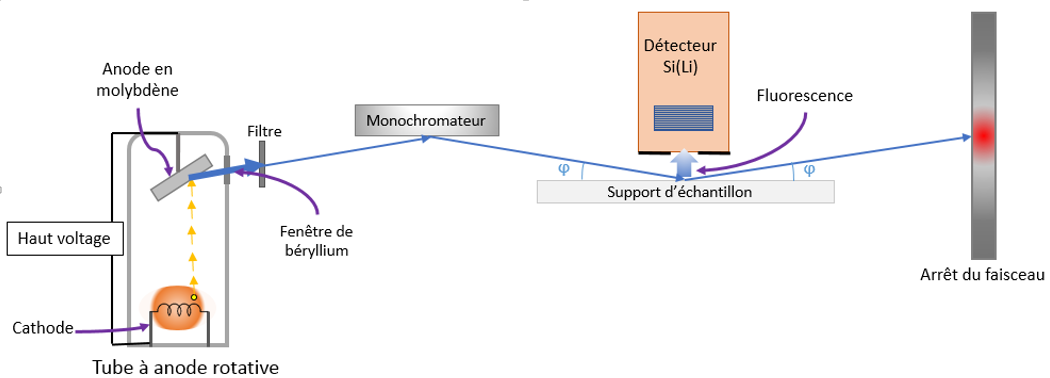
Figure 2. Montage habituel d’un instrument de TXRF

### Source de rayons X

#### Synchrotron
Le meilleur moyen de produire des rayons X pour cette méthode d’analyse est, idéalement, avec un synchrotron. Cet instrument est un accélérateur de particules qui fonctionne sur le principe du cyclotron, mais avec un champ magnétique qui augmente avec l’énergie cinétique de la particule. Cette accélération permet de produire des radiations électromagnétiques allant des micro-ondes aux rayons X avec une haute brillance et une excellente stabilité, ce qui en fait un candidat de choix pour la TXRF. Malheureusement, cet instrument est particulièrement difficile à obtenir et est trop large pour la TXRF. Il existe, cependant, plusieurs TXRF couplées à un synchrotron.

#### Tube à anode rotative
Une des sources à rayons X les plus utilisées est le tube à anode rotative qui consiste en un tube avec, à une extrémité, une cathode immobile et à l’autre extrémité, une anode qui tourne et qui est refroidie par l’eau. Sur la cathode, il y a un élément subissant une grande différence de potentiel dans un champ électromagnétique, ce qui détache et accélère ses électrons vers l’anode rotative. À l’impact, l’anode (généralement en molybdène) émet un rayon X qui est dirigé vers une sortie. L’anode est en rotation pour avoir le plus d’impact possible et est refroidie, car l’impact crée beaucoup de chaleur. Une fois le rayon X sorti du tube, un filtre avec des fentes très minces vient modeler le rayon en faisceau rectangulaire presque bidimensionnel, comme la forme d’un rectangle de papier pour avoir une meilleure maniabilité et une meilleure précision pour atteindre l’angle de réflexion totale en créant une divergence verticale plus petite que 0,01°.

### Monochromateur
Avant d’atteindre l’échantillon, les rayons X passent par un monochromateur pour qu’une seule longueur d’onde soit utilisée pour l’analyse. En effet, la plupart des sources à rayons X produisent des rayons avec des longueurs d’onde légèrement différentes dues à plusieurs phénomènes. Ces longueurs d’onde différentes peuvent produire un rayonnement Bremsstrahlung diffusé par l’échantillon et le substrat ce qui induit un très grand bruit de fond dans le spectre de fluorescence. C’est pourquoi un instrument capable de filtrer les rayons X polychromatiques de la source est particulièrement important en TXRF. L’instrument le plus simple est composé d’un miroir de verre de quartz qui agit comme un filtre passe-bas qui empêche pratiquement tous les rayonnements Bremsstrahlung hauts en énergie de continuer leur chemin jusqu’à l’échantillon. On peut améliorer cette technique avec un filtre à feuilles métalliques, moyen souvent utilisé lors d’analyse de traces puisque dans ce cas, l’intensité maximum de l’échantillon est plus importante que la divergence angulaire et la pureté spectrale qui seraient diminuées, car les faisceaux auraient perdu leur forme rectangulaire précise. Pour l’analyse de surface, les effets de la réflexion totale sont quantifiés si les rayons X monochromatiques ont des énergies bien définies. Ces analyses sont sensibles à la variation de l’angle d’incidence puisque les mesures sont obtenues dans la zone angulaire autour de l’angle critique, donc une petite variation dans l’énergie du faisceau primaire engendre un gros changement dans le signal de la fluorescence.
Le monochromateur de quartz produit un faisceau de haute résolution, mais possède une faible réflectivité interne, donc il doit être couplé à une source de rayons X puissante. Il existe aussi des monochromateurs multicouches qui sont formés de couches minces alternées de matériaux à haute densité, par exemple le tungstène, et de matériaux à basse densité comme le carbone. Ces monochromateurs ont une efficacité optique supérieure, mais possèdent une moins bonne sélectivité.

### Substrat
Le substrat est le support où l’on met l’échantillon et où les rayons X frappent celui-ci. C’est un élément clé de la TXRF, surtout en mode d’analyse de surface, car il contrôle l’angle d’incidence. Il est possible d’avoir une précision plus grande que 0,005° avec des instruments disponibles commercialement qui utilisent des angles d’incidence de 0° à 2°. En utilisant les effets de la position de l’écran et du signal de la fluorescence, la position de l’échantillon peut être corrigée sans toucher à la surface et sans l’aide de détecteurs qui peuvent apporter une erreur supplémentaire. Le substrat doit avoir des caractéristiques à respecter pour le bon fonctionnement de l’analyse. Par exemple, il est souvent composé de quartz, mais un autre matériel réfléchissant et inerte chimiquement comme le PMMA, le carbone vitreux ou le nitrure de bore peuvent être convenables. Il peut arriver aussi que le substrat et l’échantillon ne fassent qu’un ; c’est le cas de l’analyse de surface. De plus, ce substrat doit être très bien poli pour éviter la propagation des rayons X par mauvaise réflexion, doit être exempt d’impuretés, facile à nettoyer et peu coûteux. Finalement, il ne faut pas que le support émette des pics en fluorescence dans la même région d’énergie que l’analyte.

### Détecteur
Le détecteur sert à mesurer le rayonnement fluorescent, à le quantifier. Il enregistre ce signal par un analyseur multicanal. Il s’agit, en général, d’un détecteur silicium-lithium (Si(Li)) placé perpendiculairement au support de l’échantillon avec un espace de moins d’un millimètre au-dessus de celui-ci, permettant ainsi d’agrandir l’angle de réception et d’enregistrer l’intensité maximale de la fluorescence sans qu’elle soit diminuée par un trop grand parcours. Généralement, les zones actives du détecteur se trouvent entre 30 mm2 et 80 mm2 avec une résolution spectrale de 135 eV et n, respectivement, à 5,9 keV. Les mesures sont normalement prises à air ambiant, mais si l’on veut détecter des éléments avec un faible numéro atomique, il est possible de faire le vide avec une chambre à vide et d’utiliser un détecteur au germanium de haute pureté avec une fenêtre en carbone diamanté de 0,4 µm d’épaisseur. Une fois la fluorescence détectée, un matériel électronique de traitement des impulsions se charge de transformer les impulsions en spectres. Puisque les détecteurs Si(Li) détectent la fluorescence des éléments avec un numéro atomique plus grand que 14 (soit le silicium), le spectre de l’argon présent dans l’air se retrouve souvent dans un blanc d’échantillon et il est possible de l’éliminer en purgeant avec de l’hélium. Les spectres du silicium provenant du support et du molybdène provenant de la source de rayons X sont aussi fréquemment rencontrés dans un blanc d’échantillon.

### Préparation des échantillons
La préparation des échantillons est particulièrement simple pour la méthode de la TXRF. Pour un liquide contenant quelques ng/mL d’analytes, il suffit de déposer quelques µL directement sur la surface et d’évaporer le solvant dans un dessiccateur ou dans un four à séchage. Dans le cas d’un solide, les échantillons en poudre peuvent être analysés directement après être déposés sur le plateau de support. Par contre, s'il faut analyser une peinture, il faut tout d’abord l’échantillonner. Pour cela, il faut que la surface à échantillonner soit propre, puis il faut frotter doucement avec un coton-tige la surface d’intérêt et ranger celui-ci dans un contenant propre pour éviter les contaminations. Ensuite, il faut tapoter doucement le coton-tige sur le substrat de la TXRF pour que les analytes tombent sur le support d’échantillon. Le coton-tige est un outil adéquat pour faire des prélèvements sur des peintures, des œuvres, du bois et des sculptures de plusieurs couleurs, mais il est aussi possible d’utiliser des tiges plus fines pour un travail plus précis comme pour échantillonner une miniature ou une lettre écrite avec de l’encre Fe-Ga.

### Quantification
Pour des échantillons très minces, il est possible de dire que l’intensité de la fluorescence est proportionnelle à la fraction de la masse ({\displaystyle {C_{i}}}) pour un élément respectif ({\displaystyle {i}}). Les intensités ({\displaystyle {I_{i}}}) pour tous les éléments obtenus par TXRF peuvent être utilisées pour une quantification simple et fiable quand elles sont combinées à des sensibilités relatives ({\displaystyle {S_{i}}}). Les sensibilités sont des constantes de proportionnalité qui doivent être détectées seulement une fois et sont généralement connues pour chaque spectromètre TXRF individuel avec cette formule :
{\displaystyle C_{x}=\left({\frac {I_{x}/S_{x}}{\sum I_{i}/S_{i}}}\right)\times 100\%}
La fraction de la masse ({\displaystyle {C_{x}}}) d’un élément ({\displaystyle {x}}) peut être déterminée en se référant à la somme des éléments détectés dans le spectre. Cette méthode donne seulement des fractions de masse relatives. Pour une quantification absolue, il est nécessaire d’avoir deux autres quantités, soit la masse de l’échantillon ainsi que la masse d’un ajout à l’échantillon d’un élément qui n’est pas présent dans l’échantillon original, soit la méthode d’étalonnage interne :
{\displaystyle C_{x}=\left({\frac {I_{x}/S_{x}}{\sum I_{i}/S_{i}}}\right)\times {\frac {m_{{\acute {e}}talon}}{m_{{\acute {e}}chantillon}}}}

## Spectrométrie de fluorescence X en réflexion totale
La spectrométrie de fluorescence X en réflexion totale, ou TRXRF (total reflection X-ray fluorescence spectrometry), est quant à elle une méthode permettant d'analyser des quantités de matière très petites par spectrométrie de fluorescence des rayons X. Elle consiste à réduire le bruit de fond en déviant le faisceau incident vers un absorbeur, on ne voit ainsi plus l'effet Rayleigh ou Compton.
Comme l'échantillon est en couche mince, il n'y a pas d'effet de matrice : l'absorption et la fluorescence secondaire sont négligeables.

### Préparation de l'échantillon
L'échantillon est déposé en couche mince sur un porte-échantillon, en général en quartz poli ou en polyacrylique, qui se comporte comme un miroir de rayons X. Cela se fait en général en déposant une quantité donnée d'une solution à analyser. Pour l'analyse d'un solide ou d'un filtre, on peut dissoudre l'échantillon, ou bien le mettre en suspension dans le solvant. On peut également mettre une poudre ou un tranche mince directement sur le porte-échantillon, mais se pose alors le problème de la quantité de matière ; cette méthode « directe » est plus adaptée aux mesure qualitatives que quantitatives.

## Applications
Cette technique d’analyse est très utile dans plusieurs domaines des sciences et pas seulement dans le domaine de la chimie. Certes, cette méthode est très utilisée en chimie industrielle entre autres pour l’analyse d’eaux ultra pures, des acides et des métaux. D’ailleurs, elle est très employée en recherche environnementale pour l’analyser de l’eau et des sols, en médecine pour analyser le sang, les fluides corporels et des échantillons de peau, en biologie pour l’analyse de matériel végétal et de nourriture, en minéralogie pour les minéraux et les roches et dans l’industrie des semi-conducteurs pour l’analyse des couches dans les matériaux technologiques. 

### Exemple d’application pour l’analyse micro
Grâce à la TXRF et sa limite de détection, il est possible de faire des analyses qui sont non destructives et qui demandent très peu d’échantillon. Cet avantage peut être très pratique s’il faut analyser des objets d’art ou des antiquités historiques importants. En effet, il est même possible d’analyser les pigments dans la peinture d’œuvres d’art et cela peut aider grandement dans la restauration ou dans la détection de falsification par des techniques de datations. La méthode d’échantillonnage n’implique que de frotter le bourgeon d’un coton-tige sur la surface à analyser pour en obtenir la quantité suffisante d’analyte. De plus, chaque couleur possède des pigments très caractéristiques avec une composition chimique spécifique. La présence, le ratio par rapport à un autre élément, la quantité ou l’absence de certaines molécules inorganique d’un pigment peut être déterminé par la méthode de la TXRF. Ceci peut donner de bons indices sur l’époque d’où provient une pièce d’art ou dans la technique utilisée pour réaliser cette œuvre. 

### Exemple d’application pour l’analyse de surface
L’une des premières applications dans ce champ d’analyse par TXRF fut la détermination d’impuretés métalliques dans et sur des couches de plaquette d’oxyde de silicium. Aujourd’hui, la TXRF est une technique plus sensible et elle est actuellement utilisée dans le contrôle de la contamination par des éléments spécifiques.

## Avantages et inconvénients
La TXRF possède plusieurs avantages par rapport à la traditionnelle XRF. Premièrement, puisque les rayons X pénètrent très peu le substrat et avec peu d’énergie. Il y a peu de bruit dans le spectre causé par le support. Ceci est un des problèmes majeurs de la XRF qui possède un angle incident d’environ 45°, pénétrant ainsi très bien le substrat avec une énergie assez grande pour faire de la fluorescence et engendrant un bruit de fond assez intense. Deuxièmement, dans le cas de la TXRF, l’échantillon est excité par les rayons X incidents et réfléchis, multipliant ainsi le signal par deux en comparaison à la XRF. Troisièmement, avec un détecteur beaucoup plus près de l’échantillon, le bruit provoqué par l’air ambiant est hautement diminué par rapport à la spectrométrie de fluorescence de rayons X à énergie dispersif. Grâce à ces avantages ainsi que les désavantages de la XRF, comme beaucoup d’effets de matrice, des excitations secondaires et une bonne absorption, la limite de détection (LOD) de la TXRF est 1000x plus petite que la XRF, soit plus petite que 2 picogrammes. Un autre avantage plus pratique est que la TXRF demande très peu d’échantillons, donc il génère beaucoup moins de déchets radioactifs que la XRF, réduisant considérablement le risque du personnel exposé. De plus, le type d’échantillons et leurs préparations, la calibration ainsi que l’analyse des données sont beaucoup plus rapides et simples que les autres méthodes spectroscopiques. Par contre, il faut être prudent sur la quantité de tissus organiques, des poudres minérales et les frottis métalliques ainsi que les gros grains ou un trop grand volume d’échantillon puisque ces facteurs peuvent déranger la réflexion totale et ainsi produire des résultats erronés ; il ne faut pas que l’épaisseur de l’échantillon dépasse les nanomètres.